# Людмила Черванова
Людмила Черванова (словац. Ľudmila Cervanová; нар. 15 жовтня 1979) — колишня словацька тенісистка.
Найвищу одиночну позицію світового рейтингу — 58 місце досягла 1 березня 2004, парну — 186 місце — 5 травня 1997 року.
Здобула 7 одиночних та 7 парних титулів.
Найвищим досягненням на турнірах Великого шолома було 3 коло в одиночному розряді.
Завершила кар'єру 2010 року.

## Фінали турнірів WTA

### Одиночний розряд: 2 (0–2)
| Легенда                       |
| ----------------------------- |
| Турніри Великого шолома (0–0) |
| Tour Championships (0–0)      |
| Tier I (0–0)                  |
| Tier II (0–0)                 |
| Tier III (0–1)                |
| Tier IV & V (0–1)             |

| Результат | Ранг | Дата           | Турнір                                  | Покриття | Суперниця       | Рахунок       |
| --------- | ---- | -------------- | --------------------------------------- | -------- | --------------- | ------------- |
| Поразка   | 1.   | 11 квітня 2004 | Гран-прі принцеси Лалли Мер'єм, Марокко | Ґрунт    | Емілі Луа       | 2–6, 2–6      |
| Поразка   | 2.   | 27 лютого 2005 | Abierto Mexicano TELCEL, Мексика        | Ґрунт    | Флавія Пеннетта | 6–3, 5–7, 3–6 |

## Фінали ITF

### Одиночний розряд (7–4)
| турніри $100,000 |
| турніри $75,000  |
| турніри $50,000  |
| турніри $25,000  |
| турніри $10,000  |

| Результат | Ранг | Дата              | Турнір                          | Покриття   | Суперниця             | Рахунок       |
| --------- | ---- | ----------------- | ------------------------------- | ---------- | --------------------- | ------------- |
| Перемога  | 1.   | 21 вересня 1997   | Біоград-на-Мору, Хорватія       | Ґрунт      | Катарина Среботнік    | 6–4, 6–2      |
| Поразка   | 1.   | 10 листопада 1997 | Ріо-де-Жанейро, Бразилія        | Ґрунт      | Зузана Валекова       | 3–6, 6–4, 1–6 |
| Поразка   | 2.   | 23 листопада 1997 | Сан-Паулу, Бразилія             | Тверде     | Орандрія Нарваез      | 4–6, 7–5, 3–6 |
| Перемога  | 2.   | 30 листопада 1997 | Кампінас, Бразилія              | Тверде     | Інгрід Курта          | 6–0, 6–0      |
| Перемога  | 3.   | 4 травня 1998     | Пряшів, Словаччина              | Ґрунт      | Станіслава Грозенська | 6–2, 6–0      |
| Перемога  | 4.   | 17 травня 1998    | Нітра, Словаччина               | Ґрунт      | Ріта Куті-Кіш         | 5–7, 6–4, 7–6 |
| Перемога  | 5.   | 7 червня 1998     | Битом, Польща                   | Ґрунт      | Софі Жорже            | 6–3, 6–0      |
| Перемога  | 6.   | 29 червня 1998    | Штутгарт, Німеччина             | Ґрунт      | Сандра Клезель        | 6–2, 7–5      |
| Поразка   | 3.   | 6 вересня 1998    | Сполето, Італія                 | Ґрунт      | Ріта Куті-Кіш         | 1–6, 2–6      |
| Перемога  | 7.   | 15 жовтня 2000    | Пуатьє, Франція                 | Тверде (i) | Іва Майолі            | 4–6, 6–3, 6–2 |
| Поразка   | 4.   | 23 березня 2003   | Кастельйон-де-ла-Плана, Іспанія | Ґрунт      | Кароліна Шпрем        | 3–6, 3–6      |

### Парний розряд (7–9)
| Легенда          |
| ---------------- |
| турніри $100,000 |
| турніри $75,000  |
| турніри $50,000  |
| турніри $25,000  |
| турніри $10,000  |

| Результат | Ранг | Дата              | Турнір                          | Покриття  | Партнерка             | Суперниці                                       | Рахунок            |
| --------- | ---- | ----------------- | ------------------------------- | --------- | --------------------- | ----------------------------------------------- | ------------------ |
| Поразка   | 1.   | 13 травня 1996    | Пряшів, Словаччина              | Ґрунт     | Мартіна Неделькова    | Моніка Машталіржова Теодора Недева              | 4–6, 3–6           |
| Перемога  | 1.   | 23 червня 1996    | Докси (Чеська Липа), Чехія      | Ґрунт     | Міхаела Гасанова      | Нікола Гюбнерова Міхаела Паштікова              | 6–7, 7–6, 7–5      |
| Поразка   | 2.   | 25 серпня 1996    | Валашке Мезиржичі, Чехія        | Ґрунт     | Зузана Валекова       | Габріела Хмелінова Сабіне Радевіцова            | 7–6, 3–6, 3–6      |
| Перемога  | 2.   | 15 вересня 1996   | Задар, Хорватія                 | Ґрунт     | Зузана Валекова       | Бланка Кумбарова Петра Плачкова                 | 6–3, 6–4           |
| Поразка   | 3.   | 22 вересня 1996   | Біоград-на-Мору, Хорватія       | Ґрунт     | Зузана Валекова       | Міхаела Гасанова Мартіна Неделькова             | 6–2, 4–6, 5–7      |
| Поразка   | 4.   | 17 листопада 1996 | Сан-Паулу, Бразилія             | Ґрунт     | Зузана Валекова       | Кара Блек Ірина Селютіна                        | 6–4, 4–6, 3–6      |
| Перемога  | 3.   | 23 червня 1997    | Пльзень, Чехія                  | Ґрунт     | Зузана Валекова       | Петра Рацлавська Ева Крейчова                   | 5–7, 6–1, 6–2      |
| Поразка   | 5.   | 19 жовтня 1997    | Нікосія, Кіпр                   | Ґрунт     | Ева Крейчова          | Катя Альтілія Шарлотте Оґор                     | 4–6, 5–7           |
| Поразка   | 6.   | 23 березня 1998   | Макарська, Хорватія             | Ґрунт     | Зузана Валекова       | Єлена Костанич-Тошич Катарина Среботнік         | 3–6, 1–6           |
| Поразка   | 7.   | 7 червня 1998     | Битом, Польща                   | Ґрунт     | Жанетта Гусарова      | Роса Марія Андрес Родрігес Маріам Рамон Клімент | 3–6, 3–6           |
| Поразка   | 8.   | 28 вересня 1998   | Салоніки, Греція                | Ґрунт     | Магдалена Кучерова    | Елені Даніліду Хрістіна Пападакі                | 6–7(5–7), 6–4, 5–7 |
| Поразка   | 9.   | 20 грудня 1998    | Пругониці, Чехія                | Килим (i) | Магдалена Кучерова    | Ева Меліхарова Гелена Вілдова                   | 6–4, 3–6, 4–6      |
| Перемога  | 4.   | 19 вересня 1999   | Оточець, Словенія               | Ґрунт     | Андреа Шебова         | Зіна Шрайбер Мелані Шнелль                      | 6–3, 6–4           |
| Перемога  | 5.   | 29 липня 2002     | Saint-Gaudens, Франція          | Ґрунт     | Станіслава Грозенська | Сара Стоун Саманта Стосур                       | 7–6(7–5), 6–4      |
| Перемога  | 6.   | 17 березня 2003   | Кастельйон-де-ла-Плана, Іспанія | Ґрунт     | Станіслава Грозенська | Роса Марія Андрес Родрігес Маріам Рамон Клімент | 4–6, 6–3, 6–0      |
| Перемога  | 7.   | 4 серпня 2008     | Відень, Австрія                 | Ґрунт     | Катаріна Марачкова    | Нікола Гофманова Лаура Йоана Пар                | 0–6, 6–3, [13–11]  |